# Gracz (film 1992)
Gracz (ang. The Player) – amerykański komediodramat z 1992 roku w reżyserii Roberta Altmana, zrealizowany na podstawie powieści pod tym samym tytułem autorstwa Michaela Tolkina. Film jest satyrą na Hollywood.

## Obsada
- Tim Robbins – Griffin Mill
- Greta Scacchi – June Gudmundsdottir
- Fred Ward – Walter Stuckel
- Whoopi Goldberg – detektyw Susan Avery
- Peter Gallagher – Larry Levy
- Brion James – Joel Levison
- Cynthia Stevenson – Bonnie Sherow
- Vincent D’Onofrio – David Kahane
- Dean Stockwell – Andy Civella
- Richard E. Grant – Tom Oakley
- Katarzyna Figura – Kasia Figura

i inni